# جردن استوارت
جردن استوارت (انگلیسی: Jordan Stewart؛ زادهٔ ۳ مارس ۱۹۸۲) یک بازیکن فوتبال اهل بریتانیا است.